# Lebia subdola
Lebia subdola är en skalbaggsart som beskrevs av Ronald B. Madge. Lebia subdola ingår i släktet Lebia och familjen jordlöpare. Inga underarter finns listade i Catalogue of Life.